# Maurício Rabelo
José Maurício Rabelo (Patos de Minas, MG, 27 de abril de 1960) é um radialista, advogado, político e empresário que foi deputado federal pelo Tocantins.

## Biografia
Filho de João Tavares Rabelo e Gasparina Rabelo dos Reis. Em 1986 ingressou na Radiobrás como locutor da Rádio Nacional da Amazônia e seis anos mais tarde filiou-se ao PDC. Sua carreira empresarial começou em 1999 quando fundou o Grupo Rabelo de Publicidade, do qual é presidente. Eleito deputado federal pelo PSD do Tocantins em 2002, migrou para o PTB e a seguir entrou no PL, embora não tenha concorrido a um novo mandato. Citado como envolvido no Escândalo dos Sanguessugas, depôs em novembro de 2006 à CPI que investigou o caso e afirmou inocência.